# (14568) Zanotta
(14568) Zanotta est un astéroïde de la ceinture principale.

## Description
(14568) Zanotta est un astéroïde de la ceinture principale. Il fut découvert le 19 juillet 1998 à San Marcello Pistoiese par Andrea Boattini et Maura Tombelli. Il présente une orbite caractérisée par un demi-grand axe de 2,39 UA, une excentricité de 0,09 et une inclinaison de 6,6° par rapport à l'écliptique.

## Compléments